# Halconreux
Halconreux est un village belge situé dans la commune de Gouvy. Il faisait partie avant la fusion des communes de 1977 de la commune de Bovigny.

## Transport
Halconreux se trouve sur l’axe Gouvy-Houffalize; beaucoup de lignes de bus y passent.
Il y a la ligne 142 Gouvy-Trois-Ponts, la ligne 89 Vielsalm-Gouvy-Houffalize-Bastogne, la ligne 14/7 Houffalize-Courtil-Gouvy-Schmiede, la ligne 18/3 Houffalize-Sterpigny-Montleban-Ottré-Goronne-Vielsalm et la ligne 163c Gouvy-Houffalize-Bastogne.
La gare la plus proche se situe à Gouvy
L’aéroport le plus proche se situe à Bierset.

## Promenades S.I.
• Nº 2 11 km 3 h jaune facile, point de vue sur Gouvy, forêt, campagne
•N° 12 7,6 km 2 h 30 vert forêt, point de vue

## Géographie
Le village de Halconreux se situe le long de la N892 reliant Bovigny à Halconreux. Il a également une petite partie sur la N827 qui relie Houffalize à Grüfflingen.
Son altitude varie peu.
Le point le plus haut du village se situe non loin du Pôle-Ardennes-Bois-Gouvy avec 505M et le point le plus bas se situe proche du Centre du village avec 460M. La différence entre les 2 est donc de 45M.
| Cherain   | Courtil    | Courtil |
| Sterpigny | Halconreux | Gouvy   |
| Sterpigny | Limerlé    | Gouvy   |